# Metro w Atlancie
Metro w Atlancie znane jako MARTA (Metropolitan Atlanta Rapid Transit Authority) - główny system transportu obsługujący miasto Atlanta w stanie Georgia, we wschodniej części Stanów Zjednoczonych. System składa się z 4 linii (pomarańczowa, niebieska, czerwona i zielona) o łącznej długości 77 km. Inauguracja miała miejsce 9 listopada 1971 r. Przedsiębiorstwo MARTA obsługuje również oprócz metra sieć autobusów, które są integralną częścią transportu w Atlancie.

## Krytyka
Sieć metra była i jest krytykowana z wielu stron.

### Brak wsparcia ze strony stanu Georgia i hrabstw ościennych
Stan Georgia nigdy nie wspierał finansowo MARTY, czyniąc ją największym związkiem komunikacji miejskiej w Stanach nieotrzymującym wsparcia stanowego. Wpływy ze stanowego podatku od paliw są zarezerwowane na utrzymanie infrastruktury drogowej i nie można z nich finansować komunikacji publicznej. Ponadto, dwa z największych hrabstw tworzących aglomerację - Gwinnett i Cobb - nie należą do MARTY. Odrębna sieć autobusowa o nazwie Xpress, współobsługiwana przez Georgia Regional Transportation Authority i 11 hrabstw aglomeracji (włączając w to Fulton i DeKalb) ruszyła 6 czerwca 2004 roku.